# 塚本定右衛門 (初代)
塚本 定右衛門 (初代)（つかもと さだえもん (しょだい)、寛政元年（1789年） - 万延元年8月25日（1860年10月9日））は、江戸時代後期の近江商人、総合繊維商社ツカモトコーポレーションの遠祖。

## 生涯
初代塚本定右衛門は、寛政元年（1789年）に近江神崎郡川並村の農家で布洗も生業としていた塚本浅右衛門教悦と妻のゑの三男として生まれ、後に定悦と称した。寛政12年（1800年）父浅右衛門は子供達に「善業をし、家業に励め、家を興すのが親孝行の第一だ」との言葉を残し死去した。浅右衛門死去後、行商を行っている母の二人の弟（与左衛門と徳右衛門）が遺児達を後見した。文化4年（1807年）数え19歳になった定右衛門は、父の遺訓を果たすため布洗業を辞め、金5両を元手に小町紅を仕入れ行商に従事した。
文化元年（1804年）に徳右衛門が亡くなり、定右衛門は与左衛門が行商の手解きを受けた。文化9年（1812年）定右衛門は与左衛門等より借金をして甲府に『紅屋』と言う小間物問屋を開いたが、その翌年文化10年（1813年）に与左衛門が死去した。叔父二人に後継者はなく、叔父の商圏の内駿河・伊豆方面を長兄市右衛門が、信濃・甲斐方面を次兄孝左衛門と共に定右衛門が引き継いだ。
定右衛門はこの後もよく働き、天保10年（1839年）には京都にも店を出し、安政5年（1858年）には川並村を領する大和郡山藩侯宛の大名貸を行うほどの身代までになったと伝えられている。初代定右衛門は嘉永4年（1851年）に隠居し2代定右衛門が家督を継ぎ、万延元年8月25日（1860年10月9日）に亡くなった。

## エピソード
- 定右衛門が数え11歳の頃、家で漬物を行う時に定右衛門が家の近くから漬物石に丁度良い石を持ってきた。定右衛門は以前から漬物石に適当な石があると目をつけていたもので、遊び盛りの頃によく注意が行き届く子として大人たちは感心したと伝えられている[1]。

- 金5両で小町紅を仕入れに出た際、その途中で定右衛門は遊興に誘われたが、拒絶し「若き時 遊びに心 あるならば、後の難儀と 思い知るべし」との歌を残したとされる[3]。

- 甲府を行商の拠点とした時に「稼がずに　ぶらぶらしては　なりませぬ、一文銭も たのむ身なれば」と歌い、商売に励んだと言われる[3]。